# Rosalista

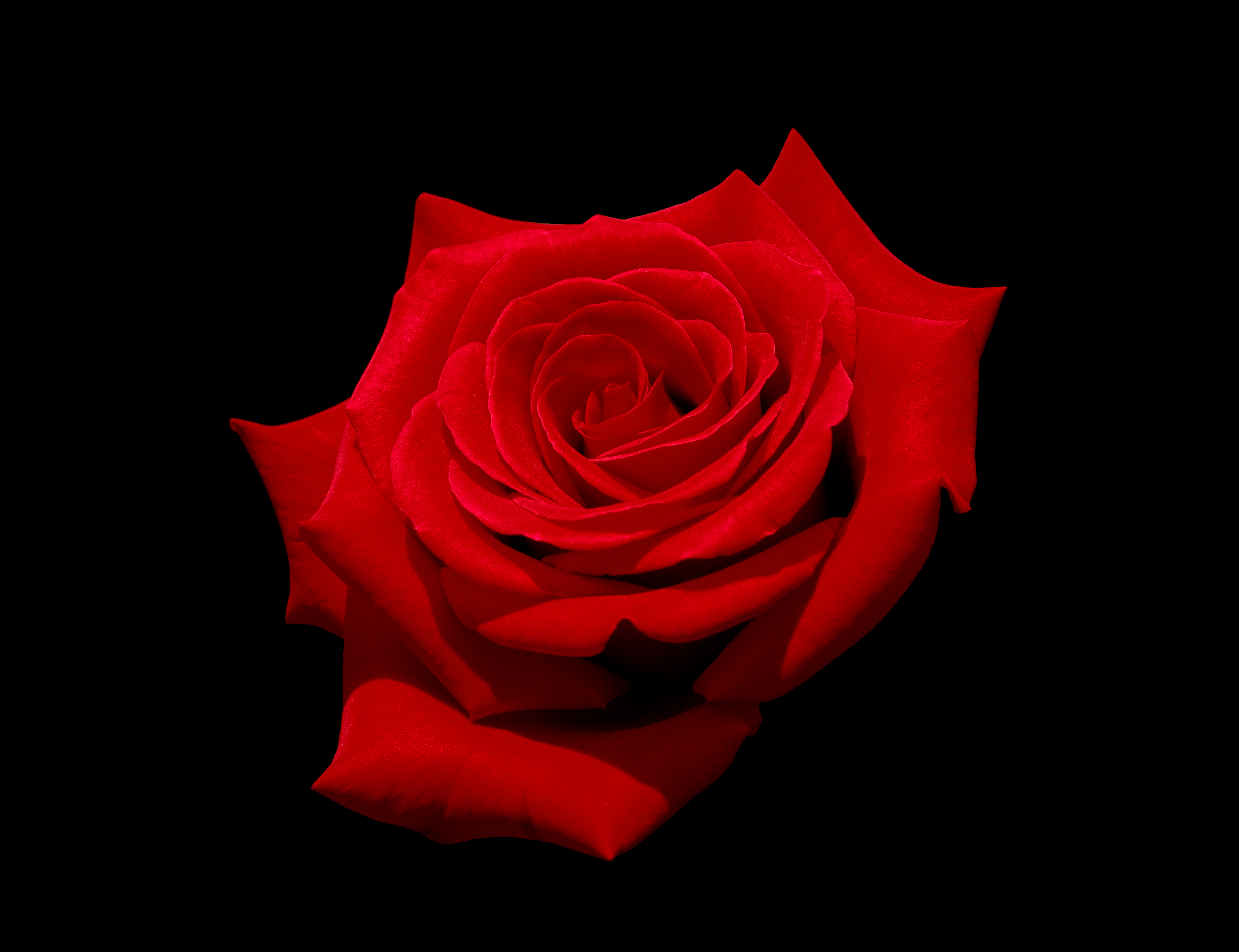
Rosa de color rojo.

Rosalista se dice de los horticultores, jardineros, aficionados particulares o viveros que se encargan de la hibridación de las rosas con el fin de conseguir obtentores de variedades híbridas de nuevas rosas. 
El término también se aplica a las asociaciones que agrupan a todos los anteriores y que promueven el cultivo de las rosas obtenidas y el mantenimiento y defensa de los cultivares conseguidos.